# Wesmaelius brunneus
Wesmaelius brunneus är en insektsart som först beskrevs av Banks 1920.  Wesmaelius brunneus ingår i släktet Wesmaelius och familjen florsländor. Inga underarter finns listade i Catalogue of Life.